# Década de 1050
Séculos: Século X - Século XI - Século XII
Décadas: 1020 1030 1040 - 1050 - 1060 1070 1080
Anos: 1050 - 1051 - 1052 - 1053 - 1054 - 1055 - 1056 - 1057 - 1058 - 1059